# Carex concinnoides
Carex concinnoides är en halvgräsart som beskrevs av Kenneth Kent Mackenzie. Carex concinnoides ingår i släktet starrar, och familjen halvgräs. Inga underarter finns listade i Catalogue of Life.